# Follow the Leader
Follow the Leader je treći album nu metal grupe Korn i ujedno njihov najpoznatiji album koji se smatra uradkom koji ih je proslavio. Preko 5 milijuna kopija prodano je u SAD-u, a izvan njega 4 milijuna.
To je njihov najprodavaniji album i nalazi se u knjizi "1000 Albuma Koje Morate Čuti Prije Nego Umrete". Album je poseban po tom što počinje na 13 pjesmi, prvih 12 na albumu nemaju nikakav zvuk. To je posveta dječaku Justinu iz Long Beacha koji je imao posljednju želju da upozna Korn, a preko fonda Make a Wish Foundation je u tome i uspio.

## Popis skladbi
1. "It's On!" – 4:28
2. "Freak on a Leash" – 4:15
3. "Got the Life" – 3:45
4. "Dead Bodies Everywhere" – 4:44
5. "Children of the Korn ft. Ice Cube " – 3:52
6. "B.B.K." – 3:56
7. "Pretty" – 4:12
8. "All in the Family ft. Fred Durst" – 4:49
9. "Reclaim My Place" – 4:32
10. "Justin" – 4:19
11. "Seed" – 5:54
12. "Cameltosis ft. Tre Hardson" – 4:38
13. "My Gift to You" – 15:40
  - Pjesma završava na 7:10. Nakon duge tišine počinju dijalozi, što vodi do skrivene pjesme "Earache My Eye" - 4:50.